# Lacedemão
Na Mitologia grega, Lacedemão [læsɨˈdiːmən] foi rei da Lacônia e filho de Zeus e Taigete. Casou-se com Esparta, a filha de Eurotas, por quem ele se tornou o pai de Amiclas, Eurídice, e Asine.
Eurotas legou o reino para Lacedemão, que rebatizou o estado com seu próprio nome, Lacedemão, enquanto a sua capital deu o nome de sua esposa.[carece de fontes?]
Segundo Pseudo-Plutarco, Taigete era também mulher de Lacedemão. Seu filho foi nomeado Hímero.[carece de fontes?]